# Auto-stop (film)
Pour plus de détails, voir Fiche technique et Distribution.
Auto-stop (Автостоп) est un moyen métrage italo-hélvéto-soviétique réalisé par Nikita Mikhalkov et sorti en 1991.

## Synopsis
Le pilote italien Sandro (Massimo Venturiello) est engagé pour effectuer un test de voiture d'hiver en Union soviétique. Il se rend sur place, mais lorsqu'il fait le test, les événements prennent une tournure inattendue. Une femme enceinte, Nastya (Nina Ruslanova), fait de l'auto-stop car elle doit de toute urgence parvenir à l'hôpital pour accoucher. Sandro la prend en stop. Son mari (Vladimir Gostyukhin) les rattrape sur sa moto et fait route avec eux. Ils n'arrivent pas à temps à la maternité, et Nastya accouche dans les bois au bord de la route. Sandro, qui est témoin de la naissance, est en pleine crise de conscience : il commence à se rendre compte de l'erreur qu'il a commise en abandonnant sa femme et son fils.

## Fiche technique
- Titre français : Auto-stop[1]
- Titre original russe : Автостоп
- Titre italien : L'autostop
- Réalisateur : Nikita Mikhalkov
- Scénario : Nikita Mikhalkov, Roustam Ibraguimbekov
- Photographie : Franco Di Giacomo
- Montage : Enzo Meniconi
- Musique : Edouard Artemiev
- Décors : Vladimir Aronine
- Production : Leonid Verechtchaguine (ru), Francesco Pistorio
- Société de production : Gamma Film, Trité, Stylos
- Pays de production :  Union soviétique,  Italie,  Suisse
- Langue de tournage : russe, Italien
- Format : Couleur
- Durée : 51 minutes
- Genre : Comédie dramatique
- Dates de sortie :
  - Union soviétique : août 1991

## Distribution
- Massimo Venturiello (it) : Sandro
- Nina Rouslanova : Nastya
- Vladimir Gostioukhine : Sacha, le mari de Nastya
- Lioubov Sokolova : L'infirmière dans la maternité
- Larissa Oudovitchenko : La standardiste
- Stepan Mikhalkov (ru) : Le garde-frontière